# Kurt Sepp
Kurt Sepp (* 14. September 1935 in Füssen) ist ein ehemaliger deutscher Eishockeyspieler und -trainer.

## Leben
Der Stürmer spielte zunächst für den EV Füssen. 1952/53 wurde Sepp mit den Füssenern ohne eine einzige Niederlage Deutscher Meister. Im Jahr darauf konnte der Titelgewinn wiederholt werden und 1954/55 gelang der Hattrick, erneut ohne ein einziges Spiel zu verlieren. In der folgenden Spielzeit lag am Ende der Runde der EV Füssen gemeinsam mit dem SC Riessersee auf Platz eins. Das Entscheidungsspiel gewann die Mannschaft von Sepp mit 4:2, so dass er 1955/56 zum vierten Mal in Folge Deutscher Meister wurde.
Danach ging Sepp zum Mannheimer ERC (MERC). Wegen des Wechsels war er zunächst nicht spielberechtigt, ab 1957 spielte er dann zehn Jahre für die Mannheimer. Die deutsche Meisterschaft spielten damals die starken bayerischen Mannschaften unter sich aus. Die besten Platzierungen, die Kurt Sepp mit dem Mannheimer ERC erreichen konnte, waren drei dritte Plätze in den Spielzeiten 1958/59, 1962/63 und 1964/65. Bis 1967 schoss er 115 Tore für den MERC.
In die deutsche Nationalmannschaft wurde Sepp 104 Mal berufen, wobei er 35 Tore schoss. Er war Teilnehmer der Weltmeisterschaft 1953, wo die deutsche Mannschaft in der Schweiz Vizeweltmeister wurde, 1954, 1955, 1959, 1961 und 1963. Außerdem vertrat er die deutschen Farben bei den Olympischen Spielen 1956 in Cortina d’Ampezzo, 1960 in Squaw Valley, wo er der beste deutsche Stürmer war, und 1964 in Innsbruck.
Nach dem Ende seiner Spielerkarriere trainierte Sepp den MERC in der Saison 1967/68. Danach war er in der Schweiz Trainer des EHC Basel.
Aufgrund seiner Verdienste um das deutsche Eishockey wurde er in die Hall of Fame des deutschen Eishockeymuseums aufgenommen. 2012 ehrten ihn die Adler Mannheim, Nachfolger des MERC, indem seine Rückennummer gesperrt und sein Trikot mit der Nummer 10 symbolisch unter das Hallendach der SAP-Arena gehängt wurde.